# Franz Alt
Pour les articles homonymes, voir Alt.
 (avril 2016).

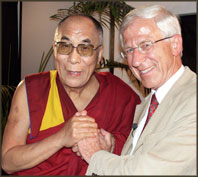
Le dalaï-lama avec Franz Alt pour un entretien 2005.

Franz Alt, né le 17 juillet 1938  à Untergrombach (Bruchsal, Allemagne), est un journaliste et écrivain allemand. Il vit et travaille à Bruchsal.

## Biographie
Franz Alt a étudié les sciences politiques, l'histoire, la philosophie et la théologie. En 1967, il soutient une thèse de doctorat concernant Konrad Adenauer. De 1968 à 2003, il a majoritairement travaillé à la SWR, anciennement Südwestfunk, pour laquelle il a animé durant vingt ans le magazine politique Report Mainz,.
La publication du livre Frieden ist möglich, en français la Paix est possible, dans lequel Franz Alt fait état de ses doutes quant à la politique de réarmement, a entraîné des conflits juridiques entre Alt et sa chaîne de télévision qui ont duré des années.
De 1992 à 2003, Franz Alt a dirigé la rédaction de la SWR et a animé par ailleurs les magazines Querdenker et Grenzenlos auprès de 3sat. Ses livres ont été traduits en 12 langues et atteignent un tirage de plus de deux millions.
Il projette l'entrée dans une « révolution solaire mondiale ». Les travaux d'Alt ont été primés à plusieurs reprises, notamment par le prix Adolf Grimme, la goldene Kamera en 1979, le premier prix allemand de Eurosolar en 1994, le prix européen Eurosolar en 1997, le Umwelt-Online-Award, Le Award prix des droits de l'homme 2003 et le prix de l'environnement de l'économie allemande 2004.
Sur sa page d'accueil Sonnenseite, Franz Alt donne un aperçu des alternatives à la production d'énergie — énergies renouvelables, constructions solaires, économies solaires — ainsi que sur les thèmes du changement climatique, de la politique du climat, de l'effet de serre, le retournement écologique, l'économie de l'eau, la construction écologique, la réforme de l'impôt écologique, la paix et les droits de l'homme.
En tant que chrétien, Franz Alt fonde son engagement écologique sur sa foi, comme on peut le voir dans son livre Der ökologische Jesus.
Franz Alt soutient l'association caritative Andheri-Hilfe fondée par Rosi Gollmann avec laquelle il a écrit le livre Eine bessere Welt ist möglich.
À côté de ses propres publications, Alt travaille également en tant qu'éditeur. Il a entre autres textes publié Carl Gustav Jung.
En octobre 2006 a paru le livre d'entretiens Du darfst den Kern nicht spalten. S'entretenant avec deux collègues journalistes, Alt revient sur sa vie, son enfance dans la maison paternelle, ses années d'études et ses expériences en tant que collaborateur de la SWR et de la télévision.
Alt prend part au Magischer Zirkel von Deutschland (de). Depuis 40 ans, il donne des spectacles publics de magicien amateur sous le pseudonyme de Francesco Altini.

## Engagement politique
En 1963, Alt adhère à la CDU (Union chrétienne-démocrate d'Allemagne). À la suite de la catastrophe de Tchernobyl en 1986, il critique dans une lettre ouverte à Helmut Kohl la CDU, qu'il quitte en 1988 parce qu'elle reste attachée à l'énergie atomique. Dès lors, il a cessé son activité politique, restant toutefois proche du Parti écologiste-démocrate dont il est le plus célèbre intercesseur en dehors du parti.
Déjà à la fin des années 1970, le futur représentant fédéral du ÖDP, Herbert Gruhl, lui avait confié ses divergences croissantes d'avec son parti d'alors, la CDU. Depuis la fondation du parti, Alt s'est exprimé plusieurs fois de façon positive vis-à-vis du ÖDP, malgré son adhésion à la CDU jusqu'en 1988, ainsi par exemple à propos des élections fédérales de 2002,.
Lorsque Alt écrivit une lettre ouverte au secrétaire général de la CDU Heiner Geißler à l'occasion de sa sortie du parti, il conseilla aux partisans de son ancien parti la lecture du programme du ÖDP.
À l'occasion de la journée du parti fédéral ÖDP en 1992, Alt a tenu une conférence à propos de son livre Schilfgras statt Atom (le roseau plutôt que l'atome). Le parti lui remit à cette occasion l'Hirondelle d'or.
En octobre 2000, Franz Alt écrivit une lettre ouverte à Angela Merkel, à qui il rappela ses déclarations concernant une "réforme de la taxe écologique", lorsqu'elle était en 1995 présidente de la conférence sur le climat de l'ONU à Berlin. À cette époque, Merkel déclara qu'une réforme de la taxe écologique constitue la condition d'une politique de l'environnement et qu'elle soutenait par conséquent cette exigence. En tant que ministre de l'environnement d'alors, elle était reconnaissante de l'engagement écologique des citoyens.
Franz Alt est cofondateur de l'Institut Solidarische Moderne.
Alt est engagé contre le projet Stuttgart 21. Il critique les raisons qui sont seulement basées sur une analyse coût/bénéfice du projet et souligne que chaque Euro investi là-bas pour des investissements d'infrastructure manquera ailleurs en Allemagne.

## Critique
- Certains experts de l'environnement critiquent[13] le fait que Alt propage fréquemment des idées et des solutions en apparence, sans tenir compte des disciplines extérieures aux réflexions écologiques et autres. L'engagement de Alt dans les années 1990 pour le miscanthus géant, qui fut formulé de façon plus précise et plus fiable par d'autres personnes[14], en est un exemple.
- Le Jésus-Christ de Franz Alt a été critiqué par des théologiens en tant que projection unilatérale et facile des représentations idéologiques actuelles : Le Jésus pacifiste, le Jésus écologiste et le Jésus féministe. À ce sujet, il lui est reproché d'opposer le Dieu du Nouveau Testament comme "Dieu d'amour" au Dieu de l'Ancien Testament comme "Dieu de la haine et de la guerre", ce qui a pu être critiqué en tant qu'antijudaïsme et qu'antisémitisme par la communauté juive et les défenseurs du dialogue judéo-chrétien[15]. Plus clairement tombé critiques Fritz Rumlers à Alts œuvre de Jésus - le premier homme nouveau, dans lequel il déclarait sens sectaire de mission : « Car, parmi les différents titres gonfle toujours la même tirade de Bekennerwut et la fièvre de la conversion, de l'arrogance des justes et la contrition du pécheur, le ratio l'hostilité envers New Age je-sais-ensemble catalogue de catastrophes, une cuisine de la culture spirituelle, où l'odeur de sectarisme et Yesterday "première“[16] ».[incompréhensible]
- Selon de nombreux critiques, il manque à Alt une limite claire avec les idéologies d'extrême droite (voir ses publications, en particulier dans le National Zeitung de Münich). Il accepte par là même que son nom notoire soit utilisé au profit de l'image de marque de organisations d'extrême droite. Alt rétorque à ceux qui lui font ces reproches qu'il n'a rien à voir avec les organisations d'extrême droite, mais que cependant il nous faut dialoguer avec eux, que les collaborateurs et lecteurs de ce journal sont aussi des êtres humains. L'ancienne femme politique Jutta Ditfurth (Les Verts) a qualifié Alt d'extrême droite et l'a décrit comme un « antisémite chronique souriant » et un « hypocrite »[17].
- Enfin, d'autres critiquent son habitus prophétique : « Dévotement, il scande ses dictons de grande sagesse et chaque phrase est un point d'exclamation moral : "Qui, sinon nous, et quand, sinon maintenant ?" demande-t-il depuis sa chaire[18]. »

## Distinctions
- 1978 : Bambi
- 1983 : prix Joseph-E.-Drexel
- 1987 : prix Siebenpfeiffer[19]
- 2005 : Steiger Award

## Œuvres
- 1975 : Es begann mit Adenauer. Freiburg
- 1983 : Frieden ist möglich. Die Politik der Bergpredigt. München
- 1985 : Liebe ist möglich. München
- 1989 : Jesus – der erste neue Mann. München
- 1992 : Schilfgras statt Atom. München
- 1994 : Die Sonne schickt uns keine Rechnung – die Energiewende ist möglich. München
- 1997 : Das Ökologische Wirtschaftswunder. Berlin
- 1998 : Tibet: Schönheit - Zerstörung - Zukunft (avec Klemens Ludwig), Frankfurt  (ISBN 352469117X)
- 1999 : Windiger Protest. Konflikte um das Zukunftspotential der Windkraft. Mit Jürgen Claus und Hermann Scheer, Bochum
- 1999 : Der ökologische Jesus. München
- 2000 : Agrarwende jetzt. Gesunde Lebensmittel für alle. München
- 2002 : Krieg um Öl oder Frieden durch die Sonne. München
- 2002 : Wege zur ökologischen Zeitenwende. Visionen und Reformalternativen für ein zukunftsfähiges Kultursystem. Avec Rudolf Bahro (en) et Marko Ferst, Berlin
- 2003 : Die Schöpfung. Album, avec Wilfried Weyer, Berlin
- 2005 : Tibet – weites Land zwischen Himmel und Erde. Album, avec Wilfried Weyer. Hamburg
- 2005 : Eine bessere Welt ist möglich. Ein Marshallplan für Arbeit, Entwicklung und Freiheit. Avec Rosi Gollmann et Rupert Neudeck, Riemann Verlag, München
- 2006 : Zukunft Erde. Wie wollen wir morgen leben und arbeiten? Berlin
- 2008 : Deutschland ist erneuerbar. Franz Alt im Gespräch mit Bernhard Müller und Horst Wörner, Berlin  (ISBN 978-37466-7061-4)
- 2008 : Sonnige Aussichten. Wie Klimaschutz zum Gewinn für alle wird. Gütersloher Verlagshaus Februar, 3e éd.  (ISBN 978-3579069661)
- 2009 : Gute Geschäfte. - Humane Marktwirtschaft als Ausweg aus der Krise. Avec Peter Spiegel (de). Aufbau-Verlag  (ISBN 978-3-351-02707-0)
- 2015: avec le dalaï-lama, L'appel au monde du Dalaï-Lama: L'éthique est plus importante que la religion, Benevento,  (ISBN 371095004X et 9783710950049)

## Critique
- Raphael Mankau (Hrsg.): 20 Jahre ödp – Anfänge, Gegenwart und Perspektiven ökologisch-demokratischer Politik. dolata verlag, Rimpar 1999  (ISBN 3-344-70790-6).
- Jürgen Wüst: Konservatismus und Ökologiebewegung. Eine Untersuchung im Spannungsfeld von Partei, Bewegung und Ideologie am Beispiel der Ökologisch-Demokratischen Partei (ÖDP). IKO – Verlag für Interkulturelle Kommunikationen, Frankfurt am Main 1993  (ISBN 3-88939-275-X).